# Źle się dzieje w El Royale
Źle się dzieje w El Royale (ang. Bad Times at the El Royale) – amerykański thriller neo-noir z 2018 roku w reżyserii Drewa Goddarda, wyprodukowany przez wytwórnię 20th Century Fox. Główne role w filmie zagrali Jeff Bridges, Cynthia Erivo, Chris Hemsworth i Dakota Johnson.
Premiera filmu odbyła się 27 września 2018 podczas festiwalu filmowego Fantastic Fest. Dwa tygodnie później, 12 października, obraz trafił do kin na terenie Stanów Zjednoczonych i Polski.

## Fabuła
Akcja filmu rozgrywa się w Stanach Zjednoczonych w roku 1969. Do podupadłego kurortu El Royale przyjeżdża kilkoro nieznajomych. W na wpół zrujnowanym hotelu, przez który przebiega granica Kalifornii i Nevady, meldują się ksiądz Daniel Flynn (Jeff Bridges), sprzedawca odkurzaczy Seymour (Jon Hamm), piosenkarka Darlene (Cynthia Erivo) oraz hippiska na bakier z prawem Emily (Dakota Johnson) i jej siostra Rose (Cailee Spaeny). Gośćmi zajmuje się jedyny dziwaczny pracownik hotelu. Wkrótce dołącza do nich tajemniczy mężczyzna Billy Lee (Chris Hemsworth). Tylko jedna z tych osób jest tym, za kogo się podaje. Tej nocy każdy w hotelu El Royale będzie miał szansę na odkupienie, zanim rozpęta się piekło.

## Obsada
- Jeff Bridges jako Daniel Flynn
- Cynthia Erivo jako Darlene Sweet
- Dakota Johnson jako Emily Summerspring
- Jon Hamm jako Seymour "Laramie" Sullivan
- Cailee Spaeny jako Rose Summerspring
- Lewis Pullman jako Miles Miller
- Chris Hemsworth jako Billy Lee
- Manny Jacinto jako Wade
- Jim O'Heir jako Milton Wyrick
- Alvina August jako Vesta Shears

## Odbiór

### Krytyka
Film Źle się dzieje w El Royale spotkał się z pozytywną reakcją krytyków. W serwisie Rotten Tomatoes 78% z czterdziestu sześciu recenzji filmu jest pozytywna (średnia ocen wyniosła 6,8 na 10). Na portalu Metacritic średnia ocen z 18 recenzji wyniosła 66 punktów na 100.